# Četverec brez krmarja
Četverec brez krmarja je tip čolna in veslaška disciplina pri športnem veslanju.
Čoln je oblikovan tako, da v njem eden za drugim sedijo štirje veslači, ki čoln poganjajo s štirimi vesli. Od četverca s krmarjem se loči po tem, da v njem ne sedi krmar, ki skrbi za smer čolna. V četvercu brez krmarja čoln preko posebnega pedala, ki je povezano s krmilom, usmerja prvi veslač.
Od Poletnih olimpijskih iger 1904 je četverec brez krmarja olimpijska disciplina, ki jo priznava Mednarodna veslaška zveza.